# Notonecta indica
Notonecta indica är en insektsart som beskrevs av Carl von Linné 1771. Notonecta indica ingår i släktet Notonecta och familjen ryggsimmare. Inga underarter finns listade i Catalogue of Life.